# Estadio Corona
El Estadio Corona fue un estadio de fútbol localizado en la ciudad mexicana de Torreón, Coahuila, conocido con el sobrenombre de «El coloso de las Carolinas» por encontrarse en el barrio que lleva ese nombre, o también «La casa del dolor ajeno», ya que, a pesar de ser el estadio más pequeño y con las instalaciones más limitadas en la Primera División de México, era el que más se le complicaba a los visitantes por su cercanía a las gradas y por el calor que azotaba en los partidos. Desde su inauguración en 1970 hasta 1986 se le conoció como Estadio Moctezuma. Albergaba los juegos como local del Club Santos Laguna, de la Primera División de México.

## Historia
Los trabajos de construcción del estadio fueron iniciados por el presidente municipal Juan Abusaid Ríos. La inauguración del inmueble se celebró el 2 de julio de 1970, con un partido amistoso en que las Chivas del Guadalajara se impusieron 3 goles por 1 a los Diablos Blancos del Torreón, que en ese momento participaban en la Primera División del fútbol mexicano. Pedro Herrada, del Guadalajara, anotó el primer gol en el estadio.
La placa que fue develada ese día decía: 

A la afición del fútbol. El Estadio Moctezuma es el justo homenaje a su cooperación y espíritu deportivo, a lo que se debe principalmente su existencia, fue inaugurado por el Sr. Eulalio Gutiérrez Treviño, Gobernador Constitucional del Estado de Coahuila y por el Sr. Juan Abusaid Ríos, Presidente Municipal.
Torreón, Coahuila, 2 de julio de 1970.

Los Diablos Blancos del Torreón jugaron en el Coloso de las Carolinas de 1970 a 1974, hasta que el equipo se convirtió en los Leones Negros de la Universidad de Guadalajara.
La Ola Verde del Laguna utilizó el estadio de 1976 a 1978 también en la Primera División, antes de que el equipo se convirtiera en los Coyotes de Neza.
El Estadio volvió a ser escenario de fútbol cuando el Santos IMSS apareció en la Segunda División “B” en 1983.
En medio de su preparación rumbo al mundial de casa, la Selección Mexicana visitó para su reinauguración el estadio que cambiaba de nombre a "Corona". En la placa de reinauguración decía lo siguiente: 

En memoria de los hombres que con su esfuerzo y gran cariño al deporte, hicieron posible el florecimiento del fútbol en México y en la Comarca Lagunera, se reinauguró este Estadio Corona por el Lic. José de la Fuente Rodríguez y Cervecería Modelo S.A. de C.V.'
Sr. Don Nemesio Díez Riega. Torreón, Coahuila, 1986.

Ese mismo día se develó otra placa que decía:

Siendo Presidente del Club Santos Laguna el Sr. Ing. Salvador Necochea Sagui se reinauguró el Estadio Corona con el partido Selección Mexicana Vs Selección de Chile. 23 de abril de 1986

El domingo 1 de noviembre de 2009 se disputó el último partido de liga en este recinto, enfrentándose el local Santos Laguna contra el Club Universidad Nacional, finalizando en un empate de 1-1; anotando Vicente Matías Vuoso el último gol en el recinto. Al final del encuentro, se realizó una ceremonia de clausura con fuegos artificiales, y el apagón de luces, como signo representativo de la demolición del estadio. El lunes 2 de noviembre de 2009 dieron inició los trabajos de demolición del estadio.

## Finales disputadas por elSantos Laguna
El estadio Corona albergó seis finales, una en la Segunda División “B”, cuando en el primer año de vida del Santos Laguna, los laguneros se coronaron campeones ganando el juego de ida y culminando la obra ante la Universidad Autónoma de Querétaro, además de cinco más en la Primera División.
En tres de estas cinco finales del máximo circuito, el Corona vio al equipo Santos Laguna como campeón: en el invierno de 1996, en el verano de 2001 y en el Clausura 2008. En la temporada 1993–94 Santos ganó en la ida, aunque en la vuelta de visita perdió el campeonato, en tanto que el único partido de final que se perdió en el estadio fue en el verano 2000 ante el Toluca.
Finales de Primera División disputadas en el Estadio Corona:
- Santos Laguna 1-0 Tecos (Torneo 93-94)
- Santos Laguna 4-2 Necaxa (Invierno 1996)
- Santos Laguna 0-2 Toluca (Verano 2000)
- Santos Laguna 3-1 Pachuca (Verano 2001)
- Santos Laguna 1-1 Cruz Azul (Clausura 2008)